# Recensement soviétique de 1989

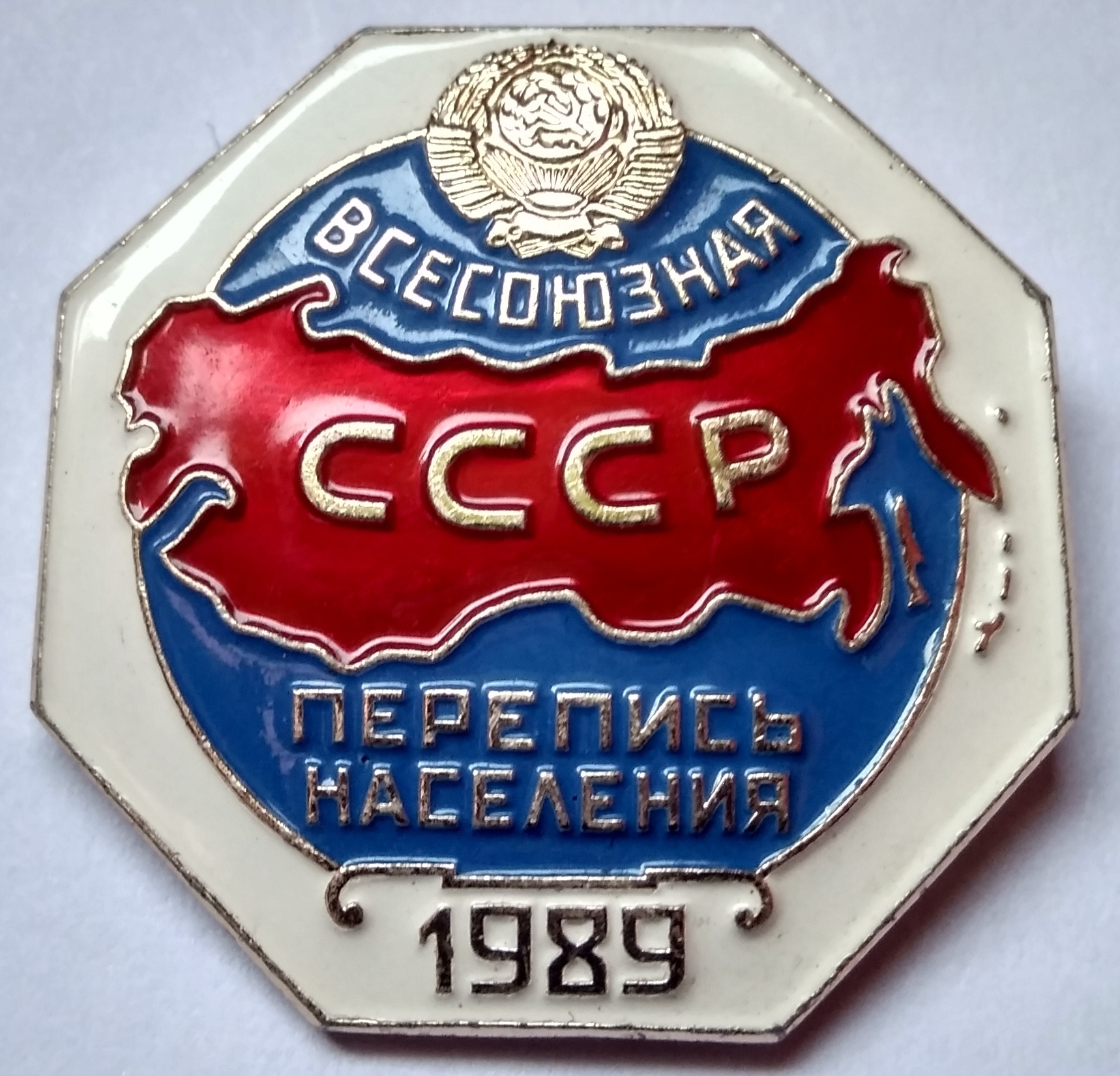
Insigne de recenseur de l'URSS de 1989.

Le recensement soviétique de 1989, réalisé entre les 12 et 19 janvier 1989, est le dernier recensement de la population organisé en Union soviétique.
La population totale recensée atteint 286 730 819 habitants, dépassant celle des États-Unis (248 709 873 habitants au recensement du 1er avril 1990). La population soviétique n'est alors surpassée que par celles de la Chine et de l'Inde.

## Changement de la population en URSS entre 1979 et 1989
Les trois colonnes % s’entendent pourcentage rapporté à l’ensemble de la population de l’Union soviétique.
| N° | République soviétique | 17 janvier 1979 (arrondi) | %      | Du 12 au 19 janvier 1989 | %      | Croissance annuelle moyenne en % | Croissance annuelle absolue | Projection du 1er juillet 1990 | %      |
| -- | --------------------- | ------------------------- | ------ | ------------------------ | ------ | -------------------------------- | --------------------------- | ------------------------------ | ------ |
| 1  | Arménie               | 3 031 000                 | 1,15   | 3 287 677                | 1,15   | 0,80                             | 27 150                      | 3 325 000                      | 1,15   |
| 2  | Azerbaïdjan           | 6 028 000                 | 2,30   | 7 037 867                | 2,45   | 1,57                             | 112 500                     | 7 200 000                      | 2,50   |
| 3  | Biélorussie           | 9 560 000                 | 3,64   | 10 199 709               | 3,56   | 0,68                             | 67 000                      | 10 300 000                     | 3,55   |
| 4  | Estonie               | 1 466 000                 | 0,56   | 1 572 916                | 0,55   | 0,72                             | 11 240                      | 1 589 000                      | 0,55   |
| 5  | Géorgie               | 5 015 000                 | 1,91   | 5 443 359                | 1,90   | 0,87                             | 45 400                      | 5 510 000                      | 1,90   |
| 6  | Kazakhstan            | 14 684 000                | 5,60   | 16 536 511               | 5,77   | 1,20                             | 201 500                     | 16 830 000                     | 5,80   |
| 7  | Kirghizistan          | 3 529 000                 | 1,34   | 4 290 442                | 1,50   | 1,99                             | 87 300                      | 4 420 000                      | 1,50   |
| 8  | Lettonie              | 2 521 000                 | 0,96   | 2 680 029                | 0,93   | 0,69                             | 16 620                      | 2 705 000                      | 0,95   |
| 9  | Lituanie              | 3 398 000                 | 1,29   | 3 689 779                | 1,29   | 0,85                             | 30 950                      | 3 735 000                      | 1,30   |
| 10 | Moldavie              | 3 947 000                 | 1,50   | 4 337 592                | 1,51   | 0,94                             | 41 800                      | 4 400 000                      | 1,50   |
| 11 | Ouzbékistan           | 15 391 000                | 5,86   | 19 905 158               | 6,94   | 2,61                             | 539 000                     | 20 650 000                     | 7,10   |
| 12 | Russie                | 137 551 000               | 52,41  | 147 400 537              | 51,41  | 0,71                             | 1 035 000                   | 148 900 000                    | 51,25  |
| 13 | Tadjikistan           | 3 801 000                 | 1,45   | 5 108 576                | 1,78   | 2,99                             | 160 100                     | 5 330 000                      | 1,85   |
| 14 | Turkménistan          | 2 759 000                 | 1,05   | 3 533 925                | 1,23   | 2,49                             | 92 000                      | 3 665 000                      | 1,25   |
| 15 | Ukraine               | 49 755 000                | 18,96  | 51 706 742               | 18,03  | 0,42                             | 200 500                     | 52 000 000                     | 17,90  |
| –0 | Union soviétique      | 262 436 000               | 100,00 | 286 730 819              | 100,00 | 0,90                             | 2 585 000                   | 290 500 000                    | 100,00 |